# Will Hatcher
William Da Corean Hatcher, detto Will (Flint, 8 agosto 1984), è un ex cestista statunitense, professionista in Europa.

## Palmarès

### Club
- Coppa di Cipro: 1

Keravnos: 2012

### Individuale
- Basketball Champions League Second Best Team

Partizan: 2016-17